# Lyle E. Bennett
Pour les articles homonymes, voir Bennett.
Lyle E. Bennett est un architecte américain actif dans le Sud-Ouest des États-Unis durant le second quart du XXe siècle. Il signe plusieurs bâtiments pour le National Park Service, souvent dans le style Pueblo Revival.
On lui doit notamment le Painted Desert Inn construit en 1937-1938 en Arizona. Il travaille également sur le district historique de Bandelier CCC, le district historique de The Caverns et le district historique du White Sands National Monument, tous au Nouveau-Mexique. Au Colorado, il participe par ailleurs au district historique de Fall River Entrance.